# Красовский, Эммануил
Эммануил Красовский (род. 1946, Вильнюс) — израильский пианист и музыкальный педагог.
Учился в Вильнюсской консерватории, затем, после репатриации в Израиль, в Тель-Авивском университете у Мындру Каца и в Джульярдской школе у Илоны Кабош и Гвидо Агости. Выступал в дуэтах с Айзеком Стерном и Натальей Гутман, играл с оркестрами под руководством Леонарда Бернстайна и Карло Рицци. Записал сонаты Шуберта и ряд сонат для скрипки и фортепиано вместе со своей женой — скрипачкой Верой Вайдман. По мнению рецензента The New York Times, «у израильского пианиста есть власть над клавишами и содержание музыкальной мысли, и это притягивает внимание».
Преподаёт в различных музыкальных учебных заведениях Израиля и Европы. Среди учеников Красовского, в частности, Итамар Голан.